# Il giudice ragazzino
Pour plus de détails, voir Fiche technique et Distribution.
Il giudice ragazzino (littéralement « le juge enfant ») est un film italien réalisé par Alessandro Di Robilant, sorti en 1994.
Il film est une adaptation du livre éponyme de Nando Dalla Chiesa, publié en 1992.

## Synopsis
L'histoire de Rosario Livatino, jeune juge anti-mafia de Sicile au début des années 80, surnommé « le juge enfant » par le président de la République.

## Fiche technique
- Titre : Il giudice ragazzino
- Réalisation : Alessandro Di Robilant
- Scénario : Alessandro Di Robilant, Andrea Purgatori, Ugo Pirro (collaboration) d'après le livre de Nando Dalla Chiesa
- Musique : Franco Piersanti
- Photographie : David Scott
- Montage : Cecilia Zanuso
- Production : Maurizio Tedesco
- Société de production : Rai 2 et RCS Films & TV
- Pays de production :  Italie
- Genre : Drame et biopic
- Durée : 92 minutes
- Date de sortie : 
  - Italie : 18 février 1994

## Distribution
- Giulio Scarpati : Rosario Livatino
- Sabrina Ferilli : Angela Guarnera
- Leopoldo Trieste : M. Livatino
- Regina Bianchi : Mme. Livatino
- Paolo De Vita : Maresciallo
- Francesco Bellomo : Vincenzo Calò
- Virginia Bellomo : la femme de Saetta
- Giovanni Boncoddo : le juge Cali
- Gabriella Bove : la femme de Maresciallo
- Antonino Bruschetta : Di Salvo
- Renato Carpentieri : Migliore
- Giacinto Ferro : Gangemi

## Distinctions
Le film a été présenté en sélection officielle en compétition lors de Berlinale 1994.